# Maurice Slim
Maurice Slim (auch Maurice Salem, arabisch موريس سليم, DMG Maurīs Salīm; * 1954 in Kfarshima) ist ein libanesischer General. Seit September 2021 ist er Verteidigungsminister in der Regierung Nadschib Miqati.
Slim absolvierte 1975 das Militärkollleg, war dann Berufssoldat in der libanesischen Armee und vor seiner Entlassung im Rang eines Brigadegenerals. Zwischenzeitlich studierte er am Militär-College in Fort Leavenworth. Er diente von 2009 bis 2012 als Leiter des Militärkrankenhauses. Slim gehört der orthodoxen Bevölkerungsgruppe an.